# Vlag van Groot Maas en Waal

Vlag van Groot Maas en Waal
(1987-2002)

De vlag van Groot Maas en Waal is op 2 februari 1987 vastgesteld als de vlag van het Polderdistrict Groot Maas en Waal. De vlag kan als volgt worden beschreven:
Vijf banen van zwart en wit in de verhouding 7:3:4:3:7; over het geheel op de scheiding van hijs en gulp een Gelderse roos in groene contouren van 17/24 vlaghoogte; aan de boven- en onderkant bedekt door een rand van 1/8 vlaghoogte gekwartierd blauw en geel, en door de middelste baan gebroken bij hijs en vlucht.
De kleuren van de vlag zijn ontleend aan het wapen. Zwart staat voor het waterschap, Wit voor de rivieren Maas en Waal; de rand van geel en blauw staat voor het embleem van de Unie van Waterschappen. Over het geheel genomen de Gelderse roos als symbool voor de geografische ligging van het Polderdistrict Groot Maas en Waal. Het ontwerp van de vlag is van de hand van Klaes Sierksma.
Vanaf 2002 is de vlag niet langer als de vlag van deze waterschap in gebruik omdat het waterschap Groot Maas en Waal in het nieuwe waterschap Rivierenland op is gegaan.

## Verwante afbeeldingen

Wapen van Groot Maas en Waal

Aa en Maas · Amstel, Gooi en Vecht · Brabantse Delta · Delfland · De Dommel · Drents Overijsselse Delta · Fryslân · Hollands Noorderkwartier · Hollandse Delta · Hunze en Aa's · Limburg · Noorderzijlvest · Rijn en IJssel · Rijnland · Rivierenland · Scheldestromen · Schieland en de Krimpenerwaard · De Stichtse Rijnlanden · Vallei en Veluwe · Vechtstromen · Zuiderzeeland
Voormalige waterschappen: 
De Aa · De Aarlanden · Alblasserwaard en de Vijfheerenlanden · De Alm · Amelander Grieën · Amstel- en Gooiland · Amstelland · Boarn en Klif · De Bovenvecht · Drentse Aa · Duurswold · Eemszijlvest · Goeree-Overflakkee · Gouwelanden · Groot Maas en Waal · Groot-Haarlemmermeer · Groot-Waterschap van Woerden · Groote Waard · Haarlemmermeerpolder · Hulster Ambacht · IJsselmonde · Krimpenerwaard · Land van Heusden en Altena · Het Lange Rond · Lauwerswâlden · Leidse Rijn · Linge · De Maaskant · Het Maasterras · Mark en Dintel · Marne-Middelsee · Meer en Woude · De Middelsékrite · De Nederwaard · Noord-Beveland · Noord- en Zuid-Beveland · Noord-Limburg · Noord-Veluwe · Noordhollands Noorderkwartier · Noordoostpolder · Noordwoude · Oldambt · Oude IJssel · De Overwaard · De Proosdijlanden · Purmer · Regge en Dinkel · De Runde · Salland · Schermer · Schieland · De Schipbeek · Schouwen-Duiveland · Sevenwolden · De Stellingwerven · Tholen · Tusken Waed en Ie · Uitwaterende Sluizen in Kennemerland en West-Friesland · De Vechtlanden · De Vier Noorder Koggen · Het Vrije van Sluis · De Waadkant · Walcheren · Waterland · De Waterlanden · Westergo's IJsselmeerdijken · Westerkwartier · Westfriesland · Wilck en Wiericke · Wilhelminapolder · Zuiveringschap Limburg